# Frogmore House
Frogmore House és una mansió del segle XVII (British Royal Residence) al centre de la finca Frogmore, enmig de bells jardins, aproximadament a un quilòmetre al sud del castell de Windsor, a Home Park, al comtat britànic de Berkshire. Aquest edifici figura a la llista de grau I.

## Els primers ocupants
L'edifici original del lloc era una masia coneguda com Gwynn's Farm i més tard Frogmore Farm. La corona britànica la va llogar a la família Gwynn i després als seus descendents els Aldworth. L'actual casa Frogmore va ser construïda entre 1680 i 1684 per a Anne Aldworth i el seu marit, Thomas May (un polític conservador de Sussex), per l'arquitecte del rei Carles II i l'oncle de Thomas, Hugh May. Els Aldworth van romandre allà uns quants anys més abans de traslladar-se a la següent casa Little Frogmore. Frogmore House es coneixia llavors com el Great Frogmore i tenia molts inquilins, inclosos George FitzRoy i Edward Walpole, pare de Maria Walpole, duquessa de Gloucester i Edimburg (esposa del príncep Guillem Enric de Gran Bretanya i cunyada del rei Jordi III).

## Residents reials
El 1790, la reina Carlota, que desitjava una jubilació al camp per a ella i les seves filles solteres, va llogar Little Frogmore. Dos anys després va comprar el gran Frogmore i la casa més petita va ser enderrocada. James Wyatt va rebre l'encàrrec d'ampliar i modernitzar Frogmore House. A la seva mort el 1818, Frogmore House va passar a la seva filla gran, la princesa Augusta-Sophia del Regne Unit. Després de la mort de la princesa el 1840, la reina Victòria la va cedir a la seva mare, la duquessa de Kent. La duquessa hi va morir el 1861.
Del 1866 al 1873, la mansió va ser la residència de la princesa Helena (3a filla de la reina Victòria) i del seu marit el príncep Cristià de Schleswig-Holstein. Des de llavors, la família reial ha ocupat la mansió de forma intermitent. El 1900 hi va néixer el futur comte Mountbatten de Birmània. Del 1902 al 1910, els futur rei Jordi V i la reina Maria van residir-hi sovint. Des del 1925 fins a la seva mort, el 1953, la reina Maria va reunir i hi va aplegar els records de la família reial, creant així una mena de museu privat.
Del 2019 al 2020, Frogmore Cottage, una residència més modesta situada a la finca, es converteix en la residència oficial del príncep Enric de Sussex i Meghan de Sussex, després d’una renovació.

## La mansió
Durant els anys vuitanta, la casa es va sotmetre a una restauració a gran escala, deixant a la llum frescos murals pintats a principis del segle xviii per Louis Laguerre. El 1988, els nuvis, el duc i la duquessa de York, tenien previst traslladar-se a Frogmore House, però la parella va decidir el contrari. La mansió es va obrir al públic el 1990. Està oberta els caps de setmana de maig a agost i d’agost a finals de setembre per a grups de viatgers.
Frogmore House té 18 habitacions i moltes habitacions conserven la decoració del segle xviii i XIX, com el saló de la duquessa de Kent, un dormitori de Mary Moser, la Cross Gallery i un menjador de Wyatt.
Els jardins de 33 acres, oberts al públic quan ho és la mansió, alberguen el Mausoleu Reial o Mausoleu Reial (tomba de la reina Victòria i el Príncep Albert), així com el mausoleu de la duquessa de Kent o la duquessa de Kent, com així com una "ruïna" d'estil gòtic i la "Casa del te" de la reina Victòria.